# Grzegorz Chomyszyn
Grzegorz Chomyszyn (ukr. Григорій Хомишин, trans. Hryhorij Chomyszyn; ur. 25 marca 1867 w Hadyńkowcach k. Husiatyna, zm. 28 grudnia 1945 w więzieniu NKWD w Kijowie) – greckokatolicki biskup stanisławowski. Błogosławiony Kościoła katolickiego, męczennik.

## Życiorys
Kształcił się we Lwowie i Wiedniu. 21 lutego 1899 uzyskał tytuł doktora na Uniwersytecie Wiedeńskim na podstawie pracy pt. De epiclesi. W latach 1902–1904 był rektorem seminarium duchownego we Lwowie. Od 1904 biskup diecezji stanisławowskiej. W 1906 założył w Stanisławowie seminarium duchowne. Opowiadał się za latynizacją rytu wykorzystywanego w liturgii Kościoła greckokatolickiego, co miało być środkiem pogłębiania religijności ludowej (poprzez naśladownictwo nabożeństw łacińskich) i znakiem łączności między katolikami obydwu obrządków. Przyjmowanie tradycji łacińskich uważał za najpewniejszą gwarancję przetrwania unii, w przeciwnym razie jego zdaniem grekokatolicy mogliby przyjąć ostatecznie prawosławie. W 1907 razem z metropolitą lwowskim Andrzejem Szeptyckim i biskupem przemyskim Konstantym Czechowiczem wystosował do wiernych list pasterski, w którym twierdził, że misją Ukraińców jest doprowadzenie do pełnego zjednoczenia Kościołów katolickiego i prawosławnego pod zwierzchnością papieża. Szczególna rola Ukraińców w tym procesie miała, zdaniem autorów listu, wynikać ze specyfiki Cerkwi greckokatolickiej, zachowującej dogmaty katolickie i obrządek wschodni. Zwalczał wpływy prawosławia w swojej diecezji. W szczególności zabraniał wiernym uczestnictwa w organizowanych przez moskalofilów pielgrzymkach do prawosławnych świątyń Kijowa oraz do Ławry Poczajowskiej, zaś kapłanom diecezji polecił nauczać, iż udział w nabożeństwach prawosławnych jest grzechem ciężkim, jak również wyjaśniać różnice między obydwoma wyznaniami. W 1910 w kolejnym liście pasterskim razem z innymi hierarchami Kościoła greckokatolickiego apelował o nieuleganie propagandzie prawosławnej. W 1911 ks. greckokatolicki, administrator w Rusowie Paweł Kamiński popełnił zamach na biskupa Chomyszyna. Dla księży swojej diecezji organizował specjalne zjazdy i rekolekcje. W 1914 otrzymał godność c. k. tajnego radcy wraz z uwolnieniem od taksy.
W 1916 próbował wprowadzić w swojej diecezji kalendarz gregoriański, czym spowodował wielkie protesty wiernych. Konieczność zmiany kalendarza uzasadniał potrzebą zerwania z kalendarzem stosowanym w Rosji w celu uniknięcia oskarżeń Ukraińców galicyjskich o rusofilstwo. Wprowadził także zmiany liturgiczne, które miały zmniejszyć podobieństwo między nabożeństwami prawosławnymi i greckokatolickimi, usuwając słowa „prawosławny [chrześcijanin]” ze Świętej Liturgii i zastępując je terminem „prawowierny”. Zmienił termin święta św. Michała Archanioła na analogiczny, jak w obrządku łacińskim, popularyzował kult Najświętszego Sakramentu, święto Bożego Ciała i kult św. Jozafata Kuncewicza. W 1921 wprowadził w diecezji obowiązkowy celibat księży. Był protektorem Ukraińskiej Katolickiej Partii Ludowej, która w jego diecezji osiągała najlepsze wyniki wyborcze.
W początkach I wojny światowej, po okupacji Galicji Wschodniej przez armię rosyjską we wrześniu 1914 wyjechał do Wiednia, by uniknąć represji okupantów.
W 1932 opublikował pracę „Problem ukraiński”, w której przekonywał, że przyjęcie przez Ruś chrztu z Bizancjum, a nie z Rzymu, było wielkim nieszczęściem, gdyż sprawiło, że podstawowe prawdy wiary nie stały się zarazem zasadami postępowania wiernych w życiu codziennym.
Aresztowany po raz pierwszy w 1939 przez NKWD, zwolniony, a następnie ponownie aresztowany w kwietniu 1945. Zmarł w więzieniu łukianowskim w Kijowie w grudniu 1945.

## Beatyfikacja
Beatyfikowany przez papieża Jana Pawła II 27 czerwca 2001 na hipodromie we Lwowie podczas Liturgii, połączonej z beatyfikacjami 27 nowomęczenników greckokatolickich, odprawionej w obrządku bizantyjsko-ukraińskim, podczas pielgrzymki Jana Pawła II na Ukrainę.

## Dziedzictwo
Autor rękopisu Dwa Królestwa, w którym zderzają się dwie wizje Kościoła i dwa systemy logiczne, a także etyczne, różniące się w traktowaniu unii i misji Kościoła greckokatolickiego. Książka – testament „Dwa Królestwa” bp. Chomyszyna w wersji oryginalnej, ukraińskiej ukazała się na Katolickim Uniwersytecie Lubelskim Jana Pawła II w sierpniu 2016, wydanie polskie w październiku 2017.

## Literatura
- Ryszard Torzecki: Kwestia ukraińska w Polsce w latach 1923-1929, Kraków, 1989, ISBN 83-08-01977-3.